# Robert Garran
Robert Randolph Garran GCMG QC (Sydney, 10 de fevereiro de 1867 - Camberra, 11 de janeiro de 1957) foi um advogado australiano que se tornou "o primeiro servidor público da Austrália" - o primeiro funcionário do governo federal após a federação das colónias australianas. Ele serviu como secretário departamental do Departamento do Procurador-Geral de 1901 a 1932 e, depois de 1916, também ocupou o cargo de Procurador-Geral da Austrália.